# استاری
استاری (به انگلیسی: Sturry) یک روستا و محله مدنی در بریتانیا است که در شهر کنتربری واقع شده‌است. استاری ۱۳٫۴۲ کیلومتر مربع مساحت و ۶٬۸۲۰ نفر جمعیت دارد.